# مارک سینگر
مارک سینگر (انگلیسی: Marc Singer؛ زادهٔ ۲۹ ژانویهٔ ۱۹۴۸) یک هنرپیشه اهل ایالات متحده آمریکا است.